# Semaeopus fissaria
Semaeopus fissaria là một loài bướm đêm trong họ Geometridae.